# St. Louis Stars 1972
Questa pagina raccoglie i dati riguardanti i St. Louis Stars nelle competizioni ufficiali della stagione 1972.

## Stagione
La squadra, affidata a Casey Frankiewicz, rimane caratterizzata da una forte presenza di giocatori statunitensi, provenienti soprattutto dal Missouri, in contrasto con le altre franchigie della NASL. Gli Stars, dopo aver vinto la Southern Division, superano nelle semifinali play-off i Rochester Lancers, per cedere in finale ai N.Y. Cosmos.
Capocannoniere delle squadra fu Willy Roy con sette reti.

## Organigramma societario
Area direttiva
- General Manager: James Koerner

Area tecnica
- Allenatore: Casey Frankiewicz
- Trainer: Steve Middleman

## Rosa
| N.   |                        | Ruolo | Calciatore        |
| ---- | ---------------------- | ----- | ----------------- |
| 1    | Stati Uniti (bandiera) | P     | Orest Banach      |
| 1/30 | Stati Uniti (bandiera) | P     | Mike Winter       |
| 2    | Inghilterra (bandiera) | D     | John Sewell       |
| 3    | Inghilterra (bandiera) | D     | Wilfred Tranter   |
| 5    | Polonia (bandiera)     | D     | Joachim Pierzyna  |
| 6    | Inghilterra (bandiera) | C     | Stan Horne        |
| 7    | Stati Uniti (bandiera) | A     | Larry Hausmann    |
| 8    | Stati Uniti (bandiera) | C     | Pat McBride       |
| 9    | Stati Uniti (bandiera) | A     | Jim Leeker        |
| 10   | Stati Uniti (bandiera) | A     | Willy Roy         |
| 11   | Polonia (bandiera)     | A     | Casey Frankiewicz |
| 12   | Stati Uniti (bandiera) | C     | Jim Draude        |

| N. |                           | Ruolo | Calciatore       |
| -- | ------------------------- | ----- | ---------------- |
| 14 | Stati Uniti (bandiera)    | D     | Tom Howe         |
| 15 | Stati Uniti (bandiera)    | D     | Steve Frank      |
| 16 | Stati Uniti (bandiera)    | D     | Gary Rensing     |
| 17 | non conosciuta (bandiera) | C     | Edmundo Camacho  |
| 18 | Stati Uniti (bandiera)    | C     | John Pisani      |
| 18 | Canada (bandiera)         | C     | Robert Baylis    |
| 19 | Stati Uniti (bandiera)    | A     | Paul Pisani      |
| 19 | Ghana (bandiera)          | A     | Yao Kankam       |
| 20 | Stati Uniti (bandiera)    | A     | Gene Geimer      |
| 30 | Stati Uniti (bandiera)    | P     | Bert Uhlander    |
|    | Stati Uniti (bandiera)    | A     | Kazimierz Uranin |